# 919 TCN
919 TCN là một năm trong lịch La Mã.